# ソフィー・マルソーの過去から来た女
『ソフィー・マルソーの過去から来た女』（ソフィー・マルソーのかこからきたおんな、仏: La Disparue de Deauville）は、2006年に製作されたソフィー・マルソー監督・脚本・主演によるフランス映画。監督第2作である。
日本では劇場未公開で、DVDが発売されている。2008年のフランス映画祭では原題の直訳である『ドーヴィルに消えた女』のタイトルで上映された。

## あらすじ
港町ル・アーヴルの警部ジャックに、古風な装いの謎の女性から個人的な依頼があった。対岸の観光地ドーヴィルの高級ホテル、ホテル・ノルマンディーの支配人に会って欲しい、401号室も、と。支配人カミーユは、行方不明になった父アントワーヌに冷淡だった。父は36年前に事故死した女優ヴィクトリアにまつわる品を秘密の401号室に集め、過去の愛の思い出に生きていた。謎の女はヴィクトリアにそっくりだった。追ってもつかまらない謎の女はヴィクトリアの幻影なのか。カミーユを溺愛する母メラニー。アントワーヌは頭を吹き飛ばした自殺死体として発見された。児童性愛、性的虐待の映像が明らかにされる。妻クロエを亡くした心理的外傷で精神科の治療を受けているジャックと、謎の女ルシーの接点は、失われた記憶の彼方に閉ざされていた。ルシーの悲痛な過去、カミーユに隠された過去が、歪んだ家族関係とともに明らかにされていく。

## 出演
- クリストファー・ランバート[3]：ジャック・ルナール (Jacque Renard)
- ソフィー・マルソー：二役。ビクトリア・ベヌッティ (Victoria Venutti) およびルシー (Lucie)
- ニコラス・ブリアンソン (fr)：カミーユ・ベランジェール (Camille Bérangère)
- シモン・アブカリアン：ピエール (Pierre)
- ロベール・オサン (fr)：アントワーヌ・ベランジェール (Antoine Bérangère)
- マリー＝クリスチヌ・バロー (fr)：メラニー・ベランジェール (Mélanie Bérangère)
- ジュディス・マグル (fr)：ロズモンド・ド・プジョル伯爵夫人
- マリルー・ベリー (fr)：フレッド (Fred)

## 映画祭出品
- 東京・大阪フランス映画祭（2008年）
オープニング作品。ソフィー・マルソーは映画祭団長として来日している。
- オルデンブルク国際映画祭（2007年、ドイツ）
- カイロ国際映画祭（2007年、エジプト）
- メルボルン・フレンチフィルムツアー（2008年、オーストラリア）

## インタビュー
- 両岸に対照的な町があるロケーションを選んだ。マルセル・プルーストに縁もある週末の行楽地ドーヴィル。一方、ル・アーヴルは労働者の町で、第二次大戦で破壊されて町並は新しい。対極にあるものを並べ、接点のない人達を結びつけてゆく。ノルマンディー橋は、物語を結びつける役割がある[4]。
- 過去のウソの真実を追い求め、己のアイデンティティを求める人達を描いている[4]。
- リアリティを求めて脚本を書き、配役はその後で決めた。脚本執筆に3年間かかったのでイメージは明確で、ランバートの写真を見た瞬間に主役が決まった[4]。
- 主人公の過去は辛く厳しいものだが、輝く未来が待っている[4]。
- 監督と女優、どちらかを選ぶのは難しいが、常にセクシーで魅力的な作品に関わっていきたい[5]。

## 評・その他
- 「女流ヒッチコックと賞賛された」[6]
- エンドロール冒頭は"a mes parents"（両親へ）。ただし日本語字幕では「両親に捧げる」
- 画面の端にマイクがしばしば映り込んでいる。
- 監督・主演女優のソフィー・マルソーと主演男優のクリストファー・ランバートは以後、私生活のパートナーである。

## 作中に登場する実在の事物
人物造形、主題に強く関わるもののみ
- ELLE、ル・パリジャン：ビクトリアの掲載された号が401号室に集められている。現実の紙面にソフィー・マルソーがしばしば登場する。
- ノルマンディー橋：セーヌ川河口に架かる、舞台の2つの町を結ぶ斜張橋。
- エスパス・コティ (fr)：ル・アーヴル中心部にあるショッピングセンター（日本語字幕ではデパートと訳されている）。ジャックの亡き妻クロエの名前を冠した美容院がある設定。